# Samuel Kornitzer

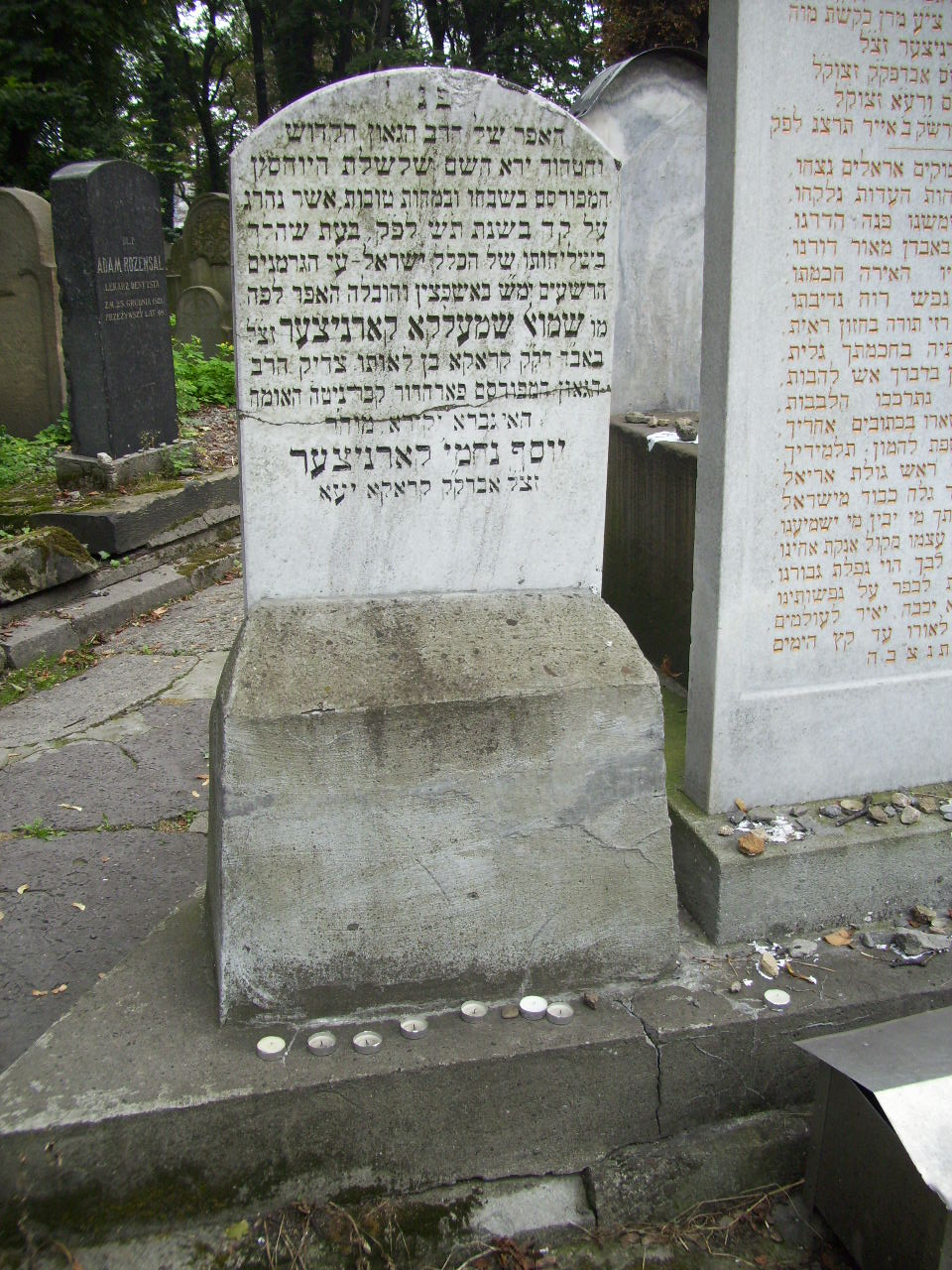
Grób Samuela Kornitzera na nowym cmentarzu żydowskim w Krakowie

Samuel Szmelkes Kornitzer, hebr. שמואל שמעלקא קארניצער (ur. 29 lipca 1905 w Nogyszőllős, zm. 21 lutego 1941 w Auschwitz-Birkenau) – polski rabin, syn Józefa Nechemiasza Kornitzera, ostatniego przedwojennego naczelnego rabina Krakowa.
Od 1935 pełnił funkcję dajana i w latach 1936–1939 członka Tymczasowego Zarządu Gminy Wyznaniowej Żydowskiej w Krakowie. W 1940 wraz z rabinem Schabse Rapaportem przekazał pismo do Rady Głównej Opiekuńczej z prośbą o wstawiennictwo u księcia metropolity Adama Sapiehy, w celu powstrzymania wysiedleń Żydów z getta krakowskiego. Zarówno Rada, jak i Sapieha interweniowali w tej sprawie u władz niemieckich. W rezultacie jednak obaj rabini zostali aresztowani i 21 lutego osadzeni w niemieckim obozie koncentracyjnym Auschwitz-Birkenau. Kornitzer otrzymał numer obozowy 10370. Zmarł 25 lutego 1941, o czym świadczy akt zgonu jaki otrzymała żona Kornitzera.
Jego prochy zostały wykupione i pochowane na nowym cmentarzu żydowskim przy ulicy Miodowej w Krakowie.